# Ouzouer-des-Champs

Ouzouer-des-Champs este o comună în departamentul Loiret din centrul Franței. În 1 ianuarie 2022 avea o populație de 279 de locuitori.